# Fu Buqi
Fu Bu-qi (chinois : 宓不齊), né en 521 av. J.-C., était l'un des disciples les plus importants de Confucius. Il était à la fois écrivain et gouverneur.

## Biographie
Fu Bu-qi est né  en 521 av. J.-C., à Lû (Xian de Shan de la province de Shandong, au début du XXIe siècle). Selon les sources, il aurait été plus jeune de trente ans que Confucius.
Il devint gouverneur de la province, et n'avait pas besoin de produire beaucoup d'efforts pour l'administrer. Ses contemporains reconnaissaient par ailleurs en lui cette qualité politique ; Confucius, dans les Entretiens, le cite comme homme moral, et le qualifie même de junzi (gentleman).